# 李琴峰
李 琴峰（り ことみ、Li Qinfeng、1989年12月26日 - ）は、中華民国（台湾）籍の日本在住の小説家・翻訳者である。母語は中国語であるが、日本語で作家活動を行っている。
「李琴峰」はペンネームであり、「李」は「詞中の三李」から、「琴」は「琴棋書画」から、「峰」は王国維の詞から取っている。

## 来歴
1989年に台湾の田舎で生まれ、15歳から日本語を習い始め、同じころから中国語で小説創作を試みた。
国立台湾大学卒業後、2013年来日、早稲田大学大学院日本語教育研究科修士課程入学、のち修了。
2017年、初めて日本語で書いた小説『独舞』（のち『独り舞』に改題）が第60回群像新人文学賞の優秀作に選ばれ、作家デビュー。同作は、通勤電車の中で浮かび上がった「死ぬ」という一語が創作のきっかけだったという。
2018年10月1日、日本の永住権を取得した。
2019年、『五つ数えれば三日月が』で第161回芥川龍之介賞候補。同作は後に単行本化し、第41回野間文芸新人賞候補となる。2021年、『ポラリスが降り注ぐ夜』で芸術選奨新人賞を受賞。同年、『彼岸花が咲く島』で第34回三島由紀夫賞候補、第165回芥川龍之介賞受賞。

## 文筆活動
自身の日本語の作品を中国語に翻訳し、台湾で出版している。
レズビアンであると公表しており、作品には多くのセクシュアル・マイノリティの人たちが登場する。

## 政治的見解
過去にTwitterで日本の立憲民主党の支持者と表明し、当時の日本の首相である安倍晋三や、桃園国際空港を「李登輝空港」とする改名案を提案した在日台湾人団体を批判したことがある。台湾の政治についても民主進歩党やひまわり学生運動の参加者などのリベラル派に概ね好意的であり、中国国民党や身分証番号など私権の制限につながるものには批判的である。

## 誹謗中傷被害
芥川賞受賞後、SNSで苛烈な誹謗中傷被害を受け、何人かの加害者に対して提訴した。2023年、台湾の40代男性・陳君威が有罪判決を受け、民事裁判でも賠償命令が下りた。2024年7月、日本の元SFライター・伊東麻紀に賠償命令が下りた。2024年12月、台湾の江祥綾と汪念瑩の投稿がセクシュアル・ハラスメントとして認定された。

## アウティング被害
2024年11月20日「トランスジェンダー追悼の日」に声明を発表し、台湾や日本のトランスヘイターによる度重なるアウティング被害を受けたため、トランスジェンダーであることをカミングアウトせざるを得ない状況に追い込まれたと表明した。声明では複数の加害者を名指し、「アウティングをされ、爪剥ぎの拷問のように選択肢が目の前から一つひとつ奪い去られ、精神的にも肉体的にもじわじわ追い詰められ、気づけば、カミングアウトという選択肢しか残されていない、そんな状況です」「カミングアウトは私の自由意志ではありません。加害者の憎悪犯罪の結果です」などと綴った。
朝日新聞の取材では、「私は女性でありレズビアン。トランスジェンダーという属性は、私にとって自分の本質ではない。本当は公表などしたくなかったが、アウティングは当事者を死に追いやることもある深刻な人権侵害だと知ってほしい」「性的マイノリティーとして抑圧や差別を受けてきた私が、小説家になるという夢をかなえ、生き延びている。アウティング被害の末のカミングアウトとはいえ、私の存在が誰かの希望になれたら」と語っている。
2025年6月5日、SNS上において李がトランスジェンダーだと暴露する投稿がアウティングに当たるとして、甲府市議会議員の村松裕美に対し、損害賠償と投稿の削除を求める訴えを東京地裁に起こした。。

## 作品リスト

### 単行本
- 『独り舞』（『独舞』より改題、2018年、講談社 / 2022年7月 光文社文庫）
- 『五つ数えれば三日月が』（2019年、文藝春秋）
  - 五つ数えれば三日月が（『文學界』2019年6月号）
  - セイナイト（『群像』2019年4月号）
- 『ポラリスが降り注ぐ夜』（2020年、筑摩書房 / 2022年6月 ちくま文庫）
- 『星月夜（ほしつきよる）』（2020年、集英社 / 2022年8月 集英社文庫）
- 『彼岸花が咲く島』（2021年、文藝春秋 / 2024年6月 文春文庫）
- 『生を祝う』（2021年、朝日新聞出版）
- 『透明な膜を隔てながら』（2022年8月、早川書房）エッセイ集
- 『観音様の環』（2023年4月、U-NEXT）
- 『肉を脱ぐ』（2023年11月、筑摩書房）
- 『言霊の幸う国で』（2024年6月、筑摩書房）
- 『シドニーの虹に誘われて』（2024年10月、集英社）
- 『日本語からの祝福、日本語への祝福』（2025年2月、朝日新聞出版）

### 単行本未収録作品（小説）
- 「流光」（『群像』2017年11月号）
- 「ディアスポラ・オブ・アジア」（『三田文學』2017年秋号）
- 「地の果て、砂の祈り」（『すばる』2020年12月号）
- 「湖底の炎」（『S-Fマガジン』2021年2月号、櫻木みわと共作）
- 「怨念花が呪う島」（『ことばと』Vol.5）

### 訳書
- 東山彰良『越境（ユエジン）』台湾、尖端出版、2020
- 李屏瑶『向日性植物』光文社、2022

## 外国語版
- Solo Dance, 2022, World Editions（『独り舞』英語版、Arthur Reiji Morris翻訳）
- L'isola dei gigli rossi, 2023, Mondadori（『彼岸花が咲く島』イタリア語版、Anna Specchio翻訳）

## 出演
- デモクラシータイムス（YouTube、2024年8月6日）
- 大竹まこと ゴールデンラジオ!（文化放送、2024年8月19日）